# World Muaythai Council
Das World Muaythai Council (WMC) ist der Weltverband des Muay Thai (Thaiboxen).
Per Resolution wurde die Organisation im Jahr 1995 vom thailändischen Repräsentantenhaus gegründet, vom König Thailands bzw. seiner Regierung bewilligt und unter dem Dach des thailändischen Sport- und Tourismusministeriums eingetragen. Der Rat wurde beauftragt, den Sport Muay Thai weltweit zu fördern bzw. zu seiner Expansion beizutragen. Die Vereidigung der Organisation wurde von der Wirtschafts- und Sozialkommission für Asien und den Pazifik beaufsichtigt. Der Rat, sowie seine Ausschüsse (Regeln, Jury, Medizin, Finanzen, Jugend, Frauen, Presse, Geschäftstätigkeit und Rechtswesen) werden demokratisch von seinen Mitgliedern gewählt.
Seit dem 20. August 2014, einer Zeremonie mit Bhumibol Adulyadej, steht der World Muaythai Council und der Sport, für den er steht, unter der Schirmherrschaft des thailändischen Königs.